# Соловйов Олександр Миколайович
Олександр Миколайович Соловйов (нар. 13 липня 1973, Красноармійськ, Донецька обл.) — український політичний і державний діяч, голова політичної партії «Розумна Сила»; кандидата наук з державного управління.

## Біографія
Олександр Соловйов народився 13 липня 1973 року в місті Красноармійську (нині Покровськ) Донецької області.
Одружений, виховує трьох дітей.

### Освіта
1988 р. — закінчив 8 класів Красноармійської середньої школи-інтернату.
Липень 1988—1992 рр. — навчання в Селидівському гірничому технікумі за спеціальністю «Шахтобудівник». Після чого був покликаний в армію.
1998—2003 рр. — навчання в Національній Академії МВС України.
2005 з. — закінчив Донецький державний університет управління за спеціальністю «Менеджмент організації».
грудень 2005 р. — захистив кандидатську дисертацію на тему «Удосконалення механізмів державного регулювання інноваційних процесів в Україні та регіонах».

### Кар'єра
1996 р. — призначений оперуповноваженим відділу по боротьбі з економічними злочинами в Червоноармійському РВ УМВС України в Донецькій області.
1998 р. — призначений на посаду оперуповноваженого відділу по боротьбі з економічними злочинами Красноармійського МВ УМВС України в Донецькій області.
2000—2010 рр. — служба в податковій міліції.
У 2004—2005 рр. — начальник оперативного управління податкової міліції Донецької області.
2005—2010 рр. — працює в управлінні податкової міліції Державної податкової інспекції в Донецькій області.
З квітня 2010 року — заступник начальника Департаменту фінансової та економічної безпеки — начальником Відділу документування та реалізації оперативних матеріалів МВС України.
З квітня по жовтень 2011 р — начальник управління по боротьбі з незаконним зазіханням на фінансові ресурси та майнові права власників в департаменті Державної служби по боротьбі з економічною злочинністю МВС України. Продовжив цю роботу в департаменті кримінальної поліції МВС України, в якому пропрацював до січня 2012 року.
2012—2015 рр. — заступник начальника управління оперативних розробок — начальник відділу протидій організованим формам злочинності в сфері економіки Державної служби по боротьбі з економічними злочинами МВС України.
2015 г. — заступника начальника управління — начальника відділу Департаменту захисту економіки Національної поліції України.

## Політична діяльність
На початку 2016 року Олександра Соловйов почав публічну політичну діяльність і заснував політичну партію «Розумна сила» (зареєстрована 1 липня 2016 року).
Партія «Розумна сила» 24 січня 2019 офіційно висунула Олександра Соловйова кандидатом в президенти України.. Зареєстрований ЦВК 8 лютого 2019 року.

## Цікаві факти
Олександр Соловйов активно займається спортом, зокрема важкою атлетикою і паверліфтинг. Любить кінний спорт, відвідує змагання з конкуру.
З березня 2018 р Олександр веде свій блог на Корреспондент.net.